# Boris Đurić
Boris Đurić (Beograd, 1972) srpski jekomunikolog, producent, novinar i autor.

## Biografija
Rođen je u Beogradu, gde je završio osnovnu i srednju školu - Prva beogradska gimnazija. Studirao je psihologiju na Beogradskom univerzitetu i menadžment u kulturi, pozorištu i radiju na Fakultetu dramskih umetnosti Univerziteta umetnosti u Beogradu, gde je i diplomirao na temu: „Uloga teatra u korporativnim događajima”. Kao student Fakulteta dramskih umetnosti Boris Đurić je pokrenuo projekat FDU - Creative Team koji je okupio studente različitih katedri (Režija, Dramaturgija, Gluma, Kamera, Produkcija...) u komercijalnom projektu „Pekabeta - na starom mestu” koji je obezbedio Fakultetu nova rasvetna tela za potrebe snimanja. Paralelno je studirao i radio kao voditelj, novinar i spiker na RTV Studio B (1993-2000). Osećajući da je sa „pogrešne” strane mikrofona, napušta voditeljski posao i pokreće sopstvenu BTL agenciju Prodigy Advertising koja kasnije prerasta u audio/video produkciju Prodigy d.o.o.
Posvećuje se izradi TV emisija i dokumentarnih filmova. Agenciju Prodigy zatvara početkom 2014. godine i počinje da radi za Skymusic kao PR menadžer i direktor video produkcije. Iste godine napušta Skymusic i počinje da radi za norveškog slikara Haritona Pušvagnera, gde ostaje do kraja 2014. godine, kada počinje da radi za marketing agenciju CreITive Media sa sedištem u Dubaiju, u okviru koje se bavi video produkcijom naredne dve godine. Paralelno sa tim, od 2014. do kraja 2020. godine radi kao novinar za američki novinski i PR portal Newswire.net.
Od 2019. godine vlasnik je agencije Solving Communications EOOD sa sedištem u Bugarskoj (Ćustendil) i predstavništvom u Beogradu.
Kao autor, Boris je napisao knjigu "Javni nastup - od prepelice do predatora" i drži predavanja i treninge javnog nastupa za menadžere. Kao producent-edukator, on drži obuku za videografere u Crater VFX trening centru u Beogradu. Kao novinar (spiker, voditelj, autor), Boris je ostvario karijeru na radiju i televiziji. Autor je mnogih novinskih članaka i eseja, kao i veliki broj radio i TV emisija, a napisao je i 45 monodramskih minijatura koje su emitovane na Radiju Beograd 202. Kao autor i producent gostovao je u više TV i radijskih emisija, dao više intervjua novinarima u štampanim medijima i konačno se, po sopstvenim rečima, našao na „pravoj strani mikrofona”.

### Karijera u medijima
Profesionalnu karijeru Boris Đurić započeo je 1993. godine na II programu Radio Beograda kao organizator a ubrzo i spiker u emisiji „Visine”. Iste godine prelazi na radio Studio B, gde radi na poziciji reportera, voditelja i spikera u EPP studiju. Godine 1994, na Drugom programu radija Studio B (Bum radio) pokreće emisiju „Rock VS Roll” u kojoj muzičari izvode numere uživo u studiju. Iste godine ta autorska emisija dobija i svoje TV izdanje u okviru Redakcije programa kulture. Neko vreme je radio paralelno na radiju i na televiziji dok nije pozvan da radi kao voditelj jutarnjeg programa „Beograde, dobro jutro!” i popodnevnog programa „Beograde, dobar dan!”.
Karijeru dalje nastavlja u Spoljno-političkoj redakciji kao i u Informativnoj redakciji na poziciji spikera u emisiji Vesti.
RTV Studio B napušta 2000. godine i počinje da radi za Savezni sekretarijat za informisanje kao zamenik portparola press centra u Bujanovcu, u okviru Koordinacionog tela za Preševo, Bujanovac i Medveđu. Nakon što je Republička vlada preuzela rukovođenje Press centrom, Boris Đurić napušta službu i odlučuje da otvori sopstvenu video produkciju i započinje višedecenijsku autorsku karijeru producirajući reklame, dokumentarne filmove i TV emisije:
- Arena - Specijalne jedinice vojske i policije (RTS - 3K, 2001-2003)
- Top Hair - Profesionalna kozmetika za kosu (TV Studio B, TV Politika, TV Enter, 2002-2007)
- Medicina danas - Dostignuća u savremenoj i alternativnoj medicini (TV Studio B, TV Metropolis, 2002-2003)
- Offroad avantura - Turističko-adrenalinska emisija (TV Enter, 2007-2009)
- Modus Vivendi - Kultura i stil (TV Enter i TV Metropolis, 2010-2011)

Narednih deset godina Boris Đurić je posvetio izradi korporativnih filmova, digitalnih video sadržaja (3D animacija, Motion Graphic) i predavanjima u domenu video produkcije i javnog nastupa. Od početka karijere do danas, Boris je zadržao ulogu spikera u reklamama i različitim audio/video formatima koje realizuje u okviru sopstvenog studija. Paralelno sa karijerom u Srbiji, Boris Đurić je bio i jedan od novinara i urednika američkog news portala Newswire.net.

### Karijera u PR-u
Boris je karijeru u Odnosima s javnošću započeo kada je kratko nakon 5. oktobarske revolucije 2000. godine na poziv kolege napustio Studio B i prihvatio da pokrene Press centar u Bujanovcu, kao važan informativni punkt od interesa za državu Srbiju. Međutim, kratko se zadržao na toj poziciji (januar-mart 2000.) i započeo novu karijeru u okviru sopstvene agencije. Ipak, često se vraćao PR angažmanima koje je povremeno sprovodio. 2013. godine radio je kao PR menadžer kompanije Skajmjuzik.
Vrhunac karijere u domenu PR-a je pokretanje QRPR projekta za koji je nominovan 2017. godine za nagradu PR Društva Srbije, za izuzetan lični doprinos u oblasti komunikacije - Srđan Đurić. Međutim, iako su bili ispunjeni svi kriterijumi, ta nagrada nije dodeljena te godine, kako je žiri obrazložio, jer „osim Borisa Đurića nije bilo drugih nominovanih kandidata”.
QRPR projekat predstavlja jedinstveni spoj štampanih i digitalnih medija koji omogućava pokretanje PR sadržaja skeniranjem QR koda. Prvi put je primenjen u magazinu Ilustrovana politika u kome je objavljen intervju sa Borisom Đurićem upravo povodom ovog projekta. Pored teksta, čitaoci su mogli da skeniraju QR kod i pogledaju video snimak kompletnog intervjua. Svoju pravu primenu, QRPR projekat je imao u saradnji sa redakcijom Malog zabavnika (AD Politika) u kome je bilo moguće skeniranjem QR koda preslušati tekstove pored kojih se kod nalazi. Namera je bila da se omogući slabovidoj deci da mogu da uživaju u tekstovima kojie Mali zabavnik nudi. QRPR projekat bio je predstavljen na RTS-u i na N1. Boris Đurić je pune dve godine sam finansirao QRPR projekat u Malom zabavniku, zbog čega je dobio priznanje koje lično najviše vrednuje - zahvalnost roditelja slabovide dece.

## Humanitarni rad
Boris Đurić je u svojoj karijeri ostvario više humanitarnih akcija koje je sam inicirao. 2006. godine sam je finansirao akciju kupovine čokoladnih figurica i novogodišnjih paketića za slepu i slabovidu decu u školi Veljko Ramadanović u Zemunu. Ta akcija je privukla pažnju članova srpskog ogranka najveće svetske volonterske organizacije LIONS (LIONS International klub Zemun 2006-2010) koji su bili donatori škole Veljko Ramadanović. Iste godine pridružuje im se kao član, a nakon internacionalne registracije kluba, postaje i njegov prvi Generalni sekretar. Kroz emisiju Top Hair u kojoj je podržavao rad specijalne škole za decu oštećenog sluha Stefan Dečanski promovisao je njihovu frizersku sekciju.
Zahvaljujući QRPR projektu u magazinu Mali zabavnik (2016-2017), Boris Đurić je omogućio slabovidoj deci da preslušaju članke iz magazina koje je kao profesionalni spiker sam čitao.

## Autorski rad

### Autor radio-serijala „Naratokratija”
Naratokratija je radio-emisija u kojoj Boris Đurić kombinujući formu radio-drame i intervjua predstavlja javnosti različite ličnosti i njihove priče. Postoji samo jedan uslov, a to je da priče moraju biti istinite, ispričane bez uvijanja, jasno i nedvosmisleno. Emisija se premijerno emituje na internet radiju www.obneob.rs, a nalazi se i na YouTube kanalu "Naratokratija".

### Autor knjige „Javni nastup - od prepelice do predatora”
Boris Đurić je autor knjige „Javni nastup - od prepelice do predatora”, koja je svoje prvo izdanje imala 2012. godine, a drugo prošireno izdanje objavljeno je u novembru 2020. godine.
Knjiga predstavlja niz uputstava za prevazilaženje treme i straha od javnog nastupa, od razumevanja fizioloških i psiholoških procesa do profesionalnih saveta za voditelje, novinare, reportere i PR menadžere.

### Autor radio-minijatura „Znam da znaš, ali da ti kažem...”
Boris Đurić je napisao i produkovao kao spiker i producent serijal od 45 radio mini-mono drama u kojima daje duhovitu kritiku društva i situacija.
Serijal je bio emitovan 2016. godine na radiju Beograd 202.

## Dokumentarni filmovi
- Sam protiv sebe[14] (2015) - Film prati pokušaje poznatog voditelja Ivana Zeljkovića da izgubi kilograme. U razgovoru sa stručnjacima (psiholozi, lekari, treneri...) film otkriva dubinu problema gojaznosti.
- 40 dana[15] (2012, koautori: Bojan Đoković i Milan Ilić) nastao je u saradnji sa SANU, a prema motivima knjige Ane Radin "Uloga vampira u srpskoj mitologiji i knjizevnosti". Film "40 dana" dobio je nagradu "Srebrni pastir" na 17. FESTEF-u (Festival televizijskog etnološkog filma[16]), za najbolju kameru i režiju.
- Reprezentacija (2006) - Film prati frizersku reprezentaciju Srbije i Crne Gore na svetskom takmičenju u Parizu 2006. godine.
- Pobeći negde (2005) - Kratki dokumentarno-turistički film prati beogradskog taksistu koji „beži” iz grada u podnožje planine Rtanj odakle crpi energiju i snagu za posao koji radi u gradu.

## Spoljašnje veze
- Boris Đurić PR